# Cyclopogon oliganthus
Cyclopogon oliganthus là một loài thực vật có hoa trong họ Lan. Loài này được (Hoehne) Hoehne & Schltr. mô tả khoa học đầu tiên năm 1926.